# Rolf Haubl
Rolf Haubl (* 1. Juli 1951 in Frankfurt am Main; † 24. Mai 2025) war ein deutscher Psychologe, Germanist, Gruppenanalytiker und Hochschullehrer.

## Leben
Nach dem Studium der Psychologie und der Germanistik mit Schwerpunkt Sprachwissenschaft Gießen – als Stipendiat der Studienstiftung des Deutschen Volkes –, das er mit der Promotion in beiden Fächern abschloss, lehrte und forschte Haubl an der Universität Augsburg und an der Akademie für Psychoanalyse und Psychotherapie in München.
Seit 2003 war Haubl Professor für Soziologie und psychoanalytische Sozialpsychologie am Fachbereich Gesellschaftswissenschaften der Johann Wolfgang Goethe-Universität Frankfurt am Main. Er war bis 2016 Geschäftsführender Direktor des Sigmund-Freud-Instituts in Frankfurt am Main. Er war auch als Lehranalytiker, Supervisor und Organisationsberater tätig.
Seine Forschungen konzentrierten sich auf Sozialisationstheorie, Zivilisation der Affekte (insb. Neid), Symbol- und Medientheorie, Gruppensoziologie und Gruppenzugehörigkeit, Ich-Identität und Prozessdynamik (gewalttätiger) Gruppenkonflikte.

## Schriften (Auswahl)
- Unter lauter Spiegelbildern … Frankfurt am Main : Nexus [o. J.], ISBN 3-86109-076-7.
- Gesprächsverfahrenanalyse. Lang, Frankfurt am Main 1982, ISBN 3-8204-5966-9.
- hrsg. mit Eva Koch-Klenske, Hans-Jürgen Linke: Die Sprache des Vaters im Körper der Mutter. Literarischer Sinn und Schreibprozess. Anabas, Gießen 1984, ISBN 3-87038-106-X.
- Veränderung und Sozialisation. Einführung in die Entwicklungspsychologie. Westdeutscher Verlag, Opladen 1985, ISBN 3-531-22134-5.
- Wie man so sagt … Beltz, Weinheim 1988, ISBN 3-407-30511-7.
- Struktur und Dynamik der Person. Westdeutscher Verlag, Opladen 1986, ISBN 3-531-22135-3.
- Handbuch Gruppenanalyse. Quintessenz, Berlin 1994, ISBN 3-86128-227-5.
- mit Wolfgang Mertens: Der Psychoanalytiker als Detektiv. Eine Einführung in die psychoanalytische Erkenntnistheorie. Kohlhammer, Stuttgart 1996, ISBN 3-17-014148-1.
- Geld, Geschlecht und Konsum. Zur Psychopathologie ökonomischen Alltagshandelns. Psychosozial, Gießen 1998, ISBN 3-932133-36-6.
- Neidisch sind immer nur die anderen. Über die Unfähigkeit, zufrieden zu sein. 1. Auflage. Beck, München 2001, ISBN 3-406-48095-0.
- Hass und Gewaltbereitschaft. (mit Volker Caysa) Vandenhoeck & Ruprecht, Göttingen 2007, ISBN 978-3-525-45172-4.
- Rolf Haubl, Bettina Daser (Hrsg.): Macht und Psyche in Organisationen. Mit 2 Tabellen. Vandenhoeck & Ruprecht, Göttingen 2007, ISBN 978-3-525-45166-3.